# Orhan Mustafi
Orhan Mustafi (ur. 4 kwietnia 1990 w Kumanowie) – szwajcarski piłkarz macedońskiego pochodzenia występujący na pozycji napastnika, obecnie bez klubu. Wychowanek Grasshopperu, w swojej karierze grał także w takich zespołach jak FC Zürich, FC Basel, FC Aarau, Arminia Bielefeld, FC Wil, Ross County, FC Lugano oraz Le Mont. Były młodzieżowy reprezentant Szwajcarii.